# Sojuz 8
Sojuz 8 je poletio u sklopu misije koju je trebao izvesti s Sojuzom 6 i Sojuzom 7 istovremeno u orbiti, noseći 7 kozmonauta. Posadu su činili Vladimir Šatalov i Aleksej Jelisejev. Zadatak posade Sojuza 8 je bio spajanje sa Sojuzom 7 i razmjena posade. Sojuz 8 nije uspio izvršiti svoju misiju jer su na sve tri letjelice zakazali sustavi za približavanje i spajanje. Zbog kvara na aparaturi za spajanje misija nije bila uspješna. Vjeruje se da je pokušaj spajanja bio test izveden s ciljem provjeravanja tehnologija i tehnika leta za budući let na Mjesec. Neuspjeh misije je bio razlog više za otkazivanje tog programa.
Uzrok kvara na sustavi spajanja nikad nije utvrđen. Nagađa se da je uzrok zakazivanju gubitak helija iz modula s elektroničkim komponentama nužnim za spajanje.